# Wereldkampioenschappen BMX 2011
De wereldkampioenschappen BMX 2011 werden van 27 tot en met 31 juli georganiseerd in Kopenhagen, Denemarken.

## Medailles

### Mannen
| Onderdeel        | Goud | Goud                | Zilver | Zilver           | Brons | Brons          |
| ---------------- | ---- | ------------------- | ------ | ---------------- | ----- | -------------- |
| BMX elite        | FRA  | Joris Daudet        | LAT    | Māris Štrombergs | NZL   | Marc Willers   |
| BMX junioren     | ECU  | Alfredo Campo       | NZL    | Trent Woodcock   | FRA   | Antonin Dupire |
| Tijdrit elite    | NOR  | Andre Fossa Aguiluz | NED    | Jelle van Gorkom | AUS   | Brian Kirkham  |
| Tijdrit junioren | AUS  | Darryn Goodwin      | NZL    | Trent Woodcock   | FRA   | Thomas Doucet  |

### Vrouwen
| Onderdeel        | Goud | Goud           | Zilver | Zilver            | Brons | Brons           |
| ---------------- | ---- | -------------- | ------ | ----------------- | ----- | --------------- |
| BMX elite        | COL  | Mariana Pajón  | NZL    | Sarah Walker      | FRA   | Magalie Pottier |
| BMX junioren     | AUS  | Melinda McLeod | GBR    | Abbie Taylor      | USA   | Brooke Crain    |
| Tijdrit elite    | GBR  | Shanaze Reade  | AUS    | Caroline Buchanan | COL   | Mariana Pajón   |
| Tijdrit junioren | AUS  | Melinda McLeod | USA    | Brooke Crain      | GER   | Nadja Pries     |

### Medaillespiegel
| Plaats | Land                | Goud | Zilver | Brons | Totaal |
| 1      | Australië           | 3    | 1      | 1     | 5      |
| 2      | Verenigd Koninkrijk | 1    | 1      | 0     | 2      |
| 3      | Frankrijk           | 1    | 0      | 3     | 4      |
| 4      | Colombia            | 1    | 0      | 1     | 2      |
| 5      | Ecuador             | 1    | 0      | 0     | 1      |
| 5      | Noorwegen           | 1    | 0      | 0     | 1      |
| 7      | Nieuw-Zeeland       | 0    | 3      | 1     | 4      |
| 8      | Verenigde Staten    | 0    | 1      | 1     | 2      |
| 9      | Letland             | 0    | 1      | 0     | 1      |
| 9      | Nederland           | 0    | 1      | 0     | 1      |
| 11     | Duitsland           | 0    | 0      | 1     | 1      |
| Totaal | Totaal              | 8    | 8      | 8     | 24     |